# Ujué
 (juin 2021).

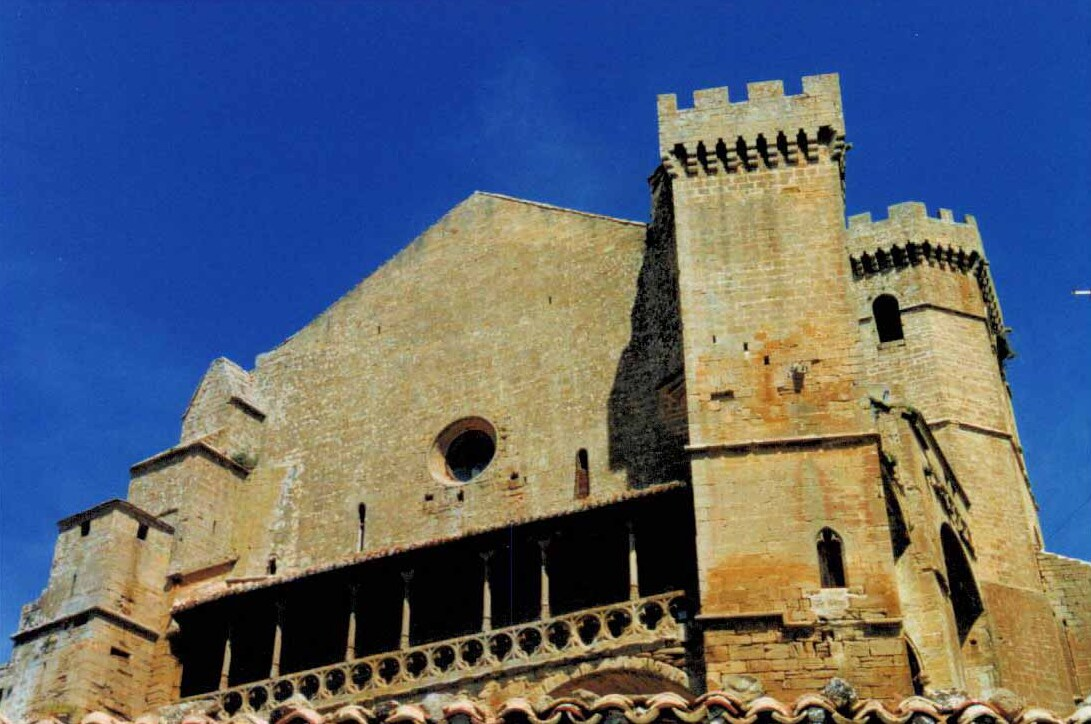
Église forteresse

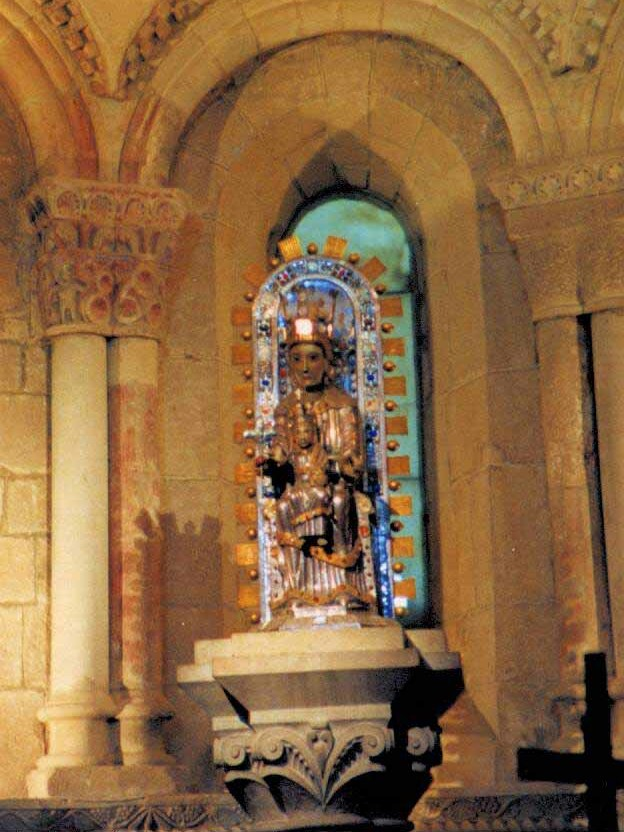
Abside et image de la Vierge

Ujué en espagnol ou Uxue en basque est une municipalité de la communauté forale de Navarre, dans le Nord de l'Espagne.
Elle est située dans la zone linguistique mixte de la province, à 53 km de sa capitale, Pampelune.
Le secrétaire de mairie est aussi celui de San Martín de Unx.

## Gentilés
Les habitants sont les Ujuetarros en espagnol ou uxuetarrrak en basque. Populairement on les nomme aussi modrolleros, quelques-uns les appellent également ujerachos.

## Localités limitrophes
San Martín de Unx, Beire, Pitillas, Santacara, Murillo el Fruto, Gallipienzo, Eslava, et Lerga.

## Administration
| 2007 | Mª Jesús Zoroza Ugalde |
| 2003 | Mª Jesús Zoroza Ugalde |
| 1999 | Angel Remón San Martín |
| 1995 | Angel Remón San Martín |
| 1991 | Miguel Yoldi Orte      |
| 1987 | Miguel Yoldi Orte      |
| 1983 | Simón Ongay Sanz       |
| 1979 | Simón Ongay Sanz       |

Actuellement[Quand ?], cette municipalité est composée d'une liste "regroupement d'Ujué", la seule qui s'est présentée aux dernières élections municipales le 27 mai 2007.

## Démographie
| Évolution démographique entre 1897 et 1991 | Évolution démographique entre 1897 et 1991 | Évolution démographique entre 1897 et 1991 | Évolution démographique entre 1897 et 1991 | Évolution démographique entre 1897 et 1991 | Évolution démographique entre 1897 et 1991 | Évolution démographique entre 1897 et 1991 | Évolution démographique entre 1897 et 1991 | Évolution démographique entre 1897 et 1991 | Évolution démographique entre 1897 et 1991 |
| 1897                                       | 1900                                       | 1920                                       | 1930                                       | 1950                                       | 1960                                       | 1970                                       | 1975                                       | 1981                                       | 1991                                       |
| ------------------------------------------ | ------------------------------------------ | ------------------------------------------ | ------------------------------------------ | ------------------------------------------ | ------------------------------------------ | ------------------------------------------ | ------------------------------------------ | ------------------------------------------ | ------------------------------------------ |
| 1 297                                      | 1 385                                      | 1 426                                      | 1 384                                      | 1 208                                      | 1 028                                      | 570                                        | 433                                        | 369                                        | 294                                        |
| Sources: wikipedia espagnole (Ujué)        |                                            |                                            |                                            |                                            |                                            |                                            |                                            |                                            |                                            |

| Évolution démographique                              | Évolution démographique | Évolution démographique | Évolution démographique | Évolution démographique | Évolution démographique | Évolution démographique | Évolution démographique | Évolution démographique | Évolution démographique | Évolution démographique |
| 1996                                                 | 1998                    | 1999                    | 2000                    | 2001                    | 2002                    | 2003                    | 2004                    | 2005                    | 2006                    | 2007                    |
| ---------------------------------------------------- | ----------------------- | ----------------------- | ----------------------- | ----------------------- | ----------------------- | ----------------------- | ----------------------- | ----------------------- | ----------------------- | ----------------------- |
| 254                                                  | 252                     | 242                     | 238                     | 233                     | 233                     | 234                     | 237                     | 237                     | 225                     | 217                     |
| Sources: Ujué et instituto de estadística de navarra |                         |                         |                         |                         |                         |                         |                         |                         |                         |                         |

## Personnalités
- María Luisa Fernández Casielles, dite "Marixa", est une artiste peintre et poétesse espagnole née en 1914 à Oviedo et morte à Bayonne en 1995. Séduite par la beauté du village, elle choisit de vivre entre Ujué et Bayonne depuis les années 1970 jusqu'à sa mort en 1995. Ujué est une source d'inspiration importante de son œuvre. Elle peint de nombreux paysages d'Ujué et des scènes de pèlerinage.